# Dompierre-en-Morvan
 Dompierre-en-Morvan  es una población y comuna francesa, en la región de Borgoña, departamento de Côte-d'Or, en el distrito de Montbard y cantón de Précy-sous-Thil.

## Demografía
| 267 | 218 | 204 | 161 | 163 | 200 |
| Para los censos de 1962 a 1999 la población legal corresponde a la población sin duplicidades (Fuente: INSEE [Consultar]) |     |     |     |     |     |